# 血液

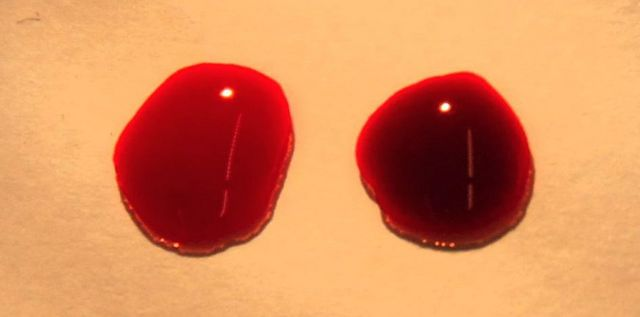
血液の写真

血液（けつえき、英: blood）は、動物の体内を巡る主要な体液で、全身の細胞に栄養分や酸素を運搬し、二酸化炭素や老廃物を運び出すための媒体である。話し言葉では血(ち)と呼ばれる。

## 概説
血液は、生体内で細胞が生きてゆく上で必要不可欠な媒質であり、性状や分量などは恒常性が保たれるように働く。ヒトの血液量は体重のおよそ 1/13（男性で約8%、女性で約7%）である。例として、体重65 kgの男性の場合、約5 kgが血液の重さとなる。
動物一般について言えば、血液は体液とほぼ同意である。血液の流れを血流もしくは血行という。血液が管状の構造の中を流れている脊椎動物においては、この管を血管という。体液を体内で流通させるしくみがある場合、これを「血管系」あるいは「循環器系」という。血管系には開放血管系と閉鎖血管系がある。ヒトをはじめとする脊椎動物は閉鎖血管系であり、特に外傷などが無い限り、血液は血管の内部のみを流れる。血管の外には組織液があり、液体成分と一部の血球は血管の壁を越えて出入りする。血管の周囲にある細胞は、組織液に浸っていると考えてよい。甲殻類や昆虫など開放血管系の動物および循環器系のない動物においては血液は血管外にも流れ出すので、血液と組織液の区別はなく、体液はすべて血液と見なして良い。
なお、本記事の以下においては、特に断りのない限り、ヒトの血液について述べている。

## 主な役割・機能

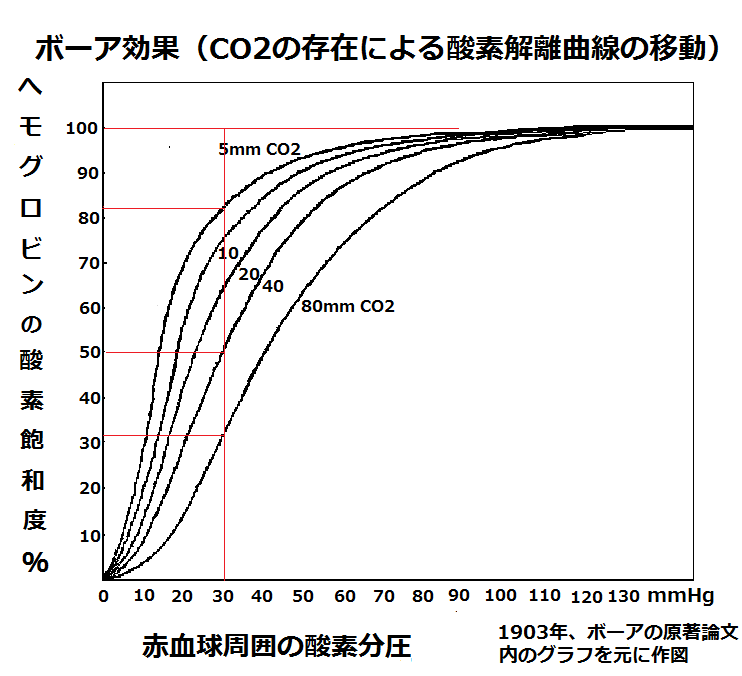
ボーアの原論文を元にした説明。酸素に富み、二酸化炭素の少ない肺（酸素分圧100 mmHg、二酸化炭素分圧5 mmHg程度)ではヘモグロビンの酸素飽和度はほぼ100%になる。赤血球はそのまま酸素の少ない組織（例えば酸素分圧30 mmHg、図の赤線）に行くが、もしも二酸化炭素が無い環境だと持っている酸素の内18%程度しか放出できないが、組織内に二酸化炭素（40 mmHg）があると約50%、二酸化炭素（80 mmHg）があると約70%もの酸素を放出することが出来る

呼吸（血液ガス、すなわち酸素および二酸化炭素の運搬）
酸素
血液は肺胞（酸素分圧100 mmHg程度）の毛細血管を0.75秒ほどで通過する間に、ほぼ平衡に達し動脈血の酸素分圧も約100 mmHgとなる。肺で酸素を取り込んだ血液は血液循環で末梢組織に循環するが、体組織の細胞周囲の酸素分圧は20-30 mmHgであり動脈血と酸素分圧に差があることと、組織液内で発生している二酸化炭素を赤血球内に取り込み炭酸脱水酵素が炭酸に変換することによる酸性化でボーア効果が起きることによって、酸素が血液から組織液に移る。こうして酸素が体組織に運ばれている。酸素を運び終えた静脈血の酸素分圧は、40 mmHg程度である。
血液は一般的な液体に比べると、同じ酸素分圧でもはるかに多くの酸素を含んでいる。これは赤血球内に高密度で存在する血色素ヘモグロビンが酸素と結合することによる。
二酸化炭素
酸素とは別に3種類の方法で運搬される。炭酸脱水酵素で変換された炭酸水素イオンの状態が85%、ヘモグロビンと結合したカルバミノヘモグロビンの状態が10-20%、残りが血漿に溶解した形で運ばれる。
栄養の運搬（糖、脂質、アミノ酸、タンパク質等のエネルギー基質）
小腸の毛細血管から血液に取り込まれ、栄養を保存する役割を持つ肝臓に移動し、必要な時に血液によって栄養が運ばれる。
各種ホルモンなど作用物質の運搬（全身の情報・指令伝達）

防御（凝固・線溶系、免疫)
外傷に対しては血小板の凝集や血液凝固因子によるフィブリン塊を形成し止血や傷を塞ぐ作用を起こす。細菌への免疫機能発露や異物に対する抗体生成も行う。
体温調整

排出
組織で産生された代謝老廃物を肺、腎臓・肝臓・皮膚・腸管などの器官に運搬する。
代謝産物運搬
体内に分布する化学受容器、圧受容器に適合刺激を与える。
体内の酸と塩基の平衡を維持してpHを調節する

水分代謝を調整し、血圧や組織液の浸透圧などをコントロールする。

## 組成・成分
| 成分             | 血液100 cm3 あたりの量(mg) | 赤血球100 g あたりの量(mg) |
| ---------------- | -------------------------- | -------------------------- |
| 水               | 81000                      | 63000                      |
| ヘモグロビン     | 15000                      | 33000                      |
| 総タンパク質     | 19000                      | 35000                      |
| 総脂質           | 560                        | 600                        |
| 中性脂肪         | 135                        | 95                         |
| リン脂質         | 245                        | 350                        |
| 総コレステロール | 175                        |                            |
| グリコーゲン     | 5                          |                            |
| ブドウ糖         | 90                         | 75                         |
| 非タンパク質窒素 | 30                         |                            |
| 尿素             | 15                         |                            |
| クレアチン       | 3.9                        | 8                          |
| クレアチニン     | 0.9                        | 1.8                        |
| RNA              | 64                         |                            |
| ナトリウム       | 190                        | 42                         |
| カリウム         | 190                        | 370                        |
| カルシウム       | 7                          | 2                          |
| マグネシウム     | 3.8                        | 6.2                        |
| 鉄               | 48                         | 100                        |
| 塩素             | 290                        | 270                        |
| 非有機態リン     | 2.5                        | 4                          |
| 総リン数         | 35                         | 66                         |
| 重炭酸塩         | 220                        |                            |

血球成分（細胞性成分、血液細胞）と血小板、これらを浮遊させる血漿成分（液性成分）からなり、その比率は およそ40 - 45:60 - 55である。また、血球成分（血液細胞）は重量比で赤血球96%、白血球3%、血小板1%で構成される。血漿成分は水分90%、血漿蛋白質7%、そのほか微量の脂肪、糖、無機塩類で構成される。

### 血の色
色はヒトを含む脊椎動物の場合、赤く見える。これは赤血球に含まれるヘモグロビン（鉄を含むタンパク質）という色素に由来する。ヘモグロビンは多くの無脊椎動物においても血液中の酸素運搬に寄与する。ゴカイやミミズ等の環形動物の血液も赤いが、これはヘモグロビンと同じく鉄系ではあるがエリスロクルオリンという成分による。ただし、補欠分子族や機能面で大きな差異が無い為、これもヘモグロビンの一種と取り扱うことができる。
無脊椎動物である頭足類または軟体動物やカニ・エビなど甲殻類は銅系タンパク質のヘモシアニン（血青素）のために青みがかっていたり、ホヤなどではバナジウムを含むポルフィリン化合物のヘモバナジン（バナドクロム、バナドヘモクロモーゲン、ヘモバナジウム）のため緑色に見えるものなど多数の血色素が存在し、同じような色であっても異なる色素成分によることも多い。また、呼吸色素の種類により、酸素の運搬能力（効率）も異なる。

### 造血
哺乳類の場合、血球（血液細胞）はいずれも骨髄で造血幹細胞から分化・成熟したものである（造血の場は哺乳類と鳥類では主に骨髄、魚類では主に腎臓、両生類では脾臓である。爬虫類は種によってさまざまである）。健康人では未熟な細胞は骨髄から血液内に移動することは出来ず、血液内には赤血球、白血球、血小板のみが存在する。
ヒトの血液物性や成分は以下の値となる。
- 比重 男1.055 - 1.063 女1.052 - 1.060
- 赤血球数 男500万/mm3 女450万/mm3
- 白血球数 5000 - 8000/mm3
- 血小板 20万 - 50万/mm3
- ヘマトクリット値 男42% 女37%
- 血漿タンパク質 7% （うちアルブミン56%）
- pH 7.4
- この他、各種イオンや有機酸、グルコース、脂質、尿素などを含む

血液を抗凝固剤と共に遠沈管に入れて遠心分離すると、血液中の細胞成分が底の方に移動するが、大部分が暗赤色の赤血球部分で、赤血球部分と上澄みの間に白血球部分ができる。

### 赤血球

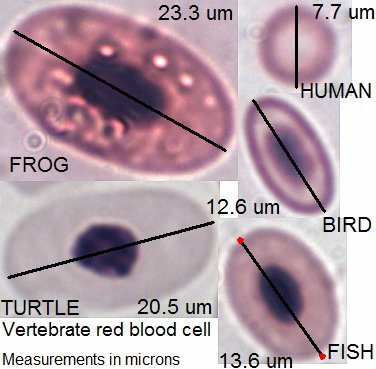
様々な脊椎動物の赤血球細胞の比較

中央がやや凹んだ直径約7.5 µm、厚さ約1-2 µmの円盤状で、ヘモグロビン量が体積の1/3に相当する。酸素の運搬を担い、細胞核やミトコンドリアを持たない。膜は弾性に優れて容易に変形できるため、毛細血管など細いところも通りやすい。
赤血球は成人男子で430万 - 570万/mm3、女子で380万 - 500万。全身細胞の1/3に相当する。全血液中容量中の赤血球容量の割合をヘマトクリットという。正常値は成人男性約45%、女性約40%であり、貧血時に下がり、脱水症状になると上がる。
ヘモグロビンは酸素と結びつくと鮮やかな紅色となり、分離すると暗い赤色になる。これがそれぞれ動脈血と静脈血の色を特徴づける。仮にヘモグロビンが血漿中に溶けた状態にあると、血液は粘度が非常に高く、流れにくくなる。また、ヘモグロビンそのものもすぐに分解され、酸素を運搬できなくなる。

### 白血球
形態や染色性から顆粒球（好中球、好酸球、好塩基球）、単球、リンパ球の5種に分類できる細胞種の集合体で、細胞核を持つ。殺菌作用を持ち、免疫機能にも作用する。血中の数は5000 - 9000/mm3であり、好中球が全体の50 - 70%、次いでリンパ球が約30%、単球が約5%である。
| 細胞の名称 | 形の特徴                                         | 働き                                                                                       |
| ---------- | ------------------------------------------------ | ------------------------------------------------------------------------------------------ |
| リンパ球   | 10-15 µm程で、赤血球よりやや大きなサイズ。       | 抗体を作り、腫瘍細胞やウイルスに感染した細胞を攻撃。                                       |
| 好中球     | 12-15 µm程で、核が2つから4つに別れることもある。 | 細菌の捕食、殺菌に役立つ。                                                                 |
| 好酸球     | 好中球より僅かに大きい。顆粒がある。             | 寄生虫を攻撃、アレルギー反応を引き起こしたり、抑制したりする。                             |
| 好塩基球   | 好中球より僅かに小さい。顆粒がたくさんある。     | 詳細は不明だが、アレルギー反応を引き起こすと考えられている。                               |
| 単球       | 20 µm程で、末梢血の中で最大。                    | 細菌などの異物を捕食。リンパ球に抗体の特徴を伝える。マクロファージは単球から分化したもの。 |

### 血小板
直径2-3 µmの細胞核を持たない細胞で、血管が損傷を受けると粘着・凝集反応を起こし止血に重要な作用を担う。血中数は15万 - 40万/mm3。
血管が破壊されると露出した膠原繊維（コラーゲン繊維）と反応して、血小板が粘着する。さらに変形してセロトニンやアデノシン二リン酸などを含む粒を放つ。これらが血管収縮やさらなる血小板の凝集を促し、血栓を形成して出血を止める。

### 血漿
血漿は血液の液体成分で、その90%を占める水は物質の運搬を担う。電解質は細胞へミネラルを補給したり、体液の浸透圧や緩衝作用に影響を与える。血漿タンパク質は浸透圧や緩衝作用調整のほかにも、アミノ酸やホルモン・ビタミン類の運搬や、フィブリノゲンが血液凝固に作用したり、抗体として免疫作用に関係したりと、多様な機能を持つ。

## 造血と破壊

### 造血
ヒトは誕生以前の胎生時に当たる発生の極めて初期には卵黄嚢造血管組織（血島）で造血がされるが、これは体外造血に当たる。その後肝臓や脾臓で造血され、胎生5ヵ月頃には造血組織は順次萎縮する。その後、誕生するまでには造血の場は成人期造血器官である骨髄のみに移る。
発生生物学的には造血には2つの段階がある事が知られている。「一次造血」は、発生初期に胚体外の卵黄嚢組織で起こり一時的に胚に血液を供給し、生涯全身に血液を供給する「二次造血」は、胚のAGM（aorta-gonad-mesonephros）組織で起る。この、二次造血を行う細胞がどこから来たのか明らかでなかったが、理化学研究所の研究グループは、卵黄嚢にある造血細胞が二次造血にも関与していることを突き止めた。
子供の時期には脛骨のみがほとんどの造血能を担うが、20代の頃には失われ大腿骨や肋骨などの造血比率が高まる。成人では体躯の胸骨、肋骨、脊椎、骨盤、リンパ組織などで造血が行われる。さらに年齢を重ねると胸骨や椎骨・骨盤での産出比率が高まる。
骨髄のうち、造血を起こす部分は赤色骨髄のみで、黄色骨髄にその能力は無い。すべての血球は幹細胞（造血幹細胞）を元に作られる。これが造血因子を受けながら分裂による増殖を繰り返し、様々な血球へ分化・成熟する。まず、造血幹細胞はリンパ系幹細胞か骨髄系幹細胞のいずれかになる。リンパ系幹細胞はリンパ芽球を経て白血球のうちリンパ球になる。骨髄系幹細胞は複数の分化を辿り、前赤芽球・赤芽球を経て赤血球、骨髄芽球を経て白血球（好中球、好酸球、好塩基球）、単芽球を経て白血球（単球）、巨核芽球・巨核球を経て血小板となる。

### 破壊
赤血球は老化すると柔らかさを失う。こうなったものは脾臓で細胞内皮系細胞による食作用で分解される。ヘモグロビンは分解し黄色色素のビリルビンとなり、肝臓で水溶性化を受け胆汁の中に含まれた形で十二指腸へ排出される。これは細菌作用でウロビリノゲンへ変化し、ほとんどは糞便に混じって、一部は腸の吸収を経て腎臓から尿中に含まれて排出される。分離した鉄は肝臓や脾臓から骨髄へ送られ、新たな赤血球形成に使われる。白血球や血小板も老化すると脾臓で破壊されるが、白血球の寿命は種類によりまちまちで、顆粒球が2 - 14日に対し、リンパ球はときに数十年もの寿命を持つ場合がある。

## 循環
血液が流れている身体部分を特に循環器系と呼ぶ。循環器系は心臓と血管などから成り、ヒトの場合、血管は閉鎖回路を成している。
血液は心臓によって加圧され、動脈を通じて全身へ送られる。毛細血管に達すると細胞間質液に栄養分, 酸素等 放出をし、静脈を経て心臓へと戻る。
閉鎖回路の循環器系の場合、この経路には大別して2経路あり、1つは心臓と肺の間における肺循環（小循環）、もう1つは心臓と肺以外の全身との間における体循環（大循環）である。従って、血液は以下の経路で全身を循環する。
- 体循環：心臓→動脈→肺以外の全身→末梢部毛細血管→静脈→心臓（肺循環に続く）
- 肺循環：心臓→肺動脈→肺→肺胞部毛細血管→肺静脈→心臓（体循環に戻る）

（血液が上記のように全身を循環している事は、ウィリアム・ハーベイにより1628年に提唱された）
血液のうち、血球成分は骨髄内の造血細胞で生産される。血球毎に寿命は異なるが、赤血球の場合、約120日で寿命を迎え、老廃した赤血球は肝臓、脾臓で壊され、体外に排出される。ただし赤血球中のヘモグロビンは排出されず、再利用される。

### 末梢血
骨髄内の血液と対比して、血管内を循環している血液を末梢血（peripheral blood）と呼び、末梢血塗抹検査の際には静脈などから採取される。

## 緩衝・平衡
血液には緩衝液としての機能があり、内部環境（cf. ホメオスタシス）維持のために、様々な平衡を保っている。「主な役割・機能」で述べた事柄は、基本的には内部環境の平衡のためのものと言ってよい。

### 酸塩基平衡
血液のpHは 7.35 から 7.45 の間で厳密に調整されている。この調整には、主に次の2つの平衡機構が働いている。
- 炭酸緩衝系および肺の二酸化炭素排出
- リン酸緩衝系および腎臓の酸排泄

#### 炭酸緩衝系および肺の二酸化炭素排出
血液の pH は、主に炭酸水素イオン（アルカリ性）と炭酸（酸性）の比によって決まる（緩衝液）。炭酸水素イオンが減るか、もしくは炭酸が増えると血液は酸性に傾く事になる。
身体中ではさまざまな酸が発生しているが、特に呼吸を代表とする酸化反応による二酸化炭素（炭酸ガス）の発生は莫大であり、これは血液に溶解して大量の炭酸となる。これでは酸性になってしまうので、炭酸から炭酸ガスを遊離する方向に緩衝反応が進み、その結果発生した炭酸ガスは呼吸中枢を刺激し、呼吸が激しくなって肺から排出される。

#### リン酸緩衝系および腎臓の酸排泄
炭酸以外にも、少量ながら硫酸、リン酸などの酸が体内では産出される。これらは炭酸と違い、ガス化して肺から排出出来ないため、リン酸塩による緩衝作用、および腎臓からの排出によって調節される。
血液中には、リン酸二水素イオンとリン酸水素イオンが約1：4の比で存在し、これも緩衝液としての機能を果たす。また、過剰な酸は主にリン酸二水素イオンの形で尿中に排出される。

### 糖平衡
血液は全身のすみずみまで、エネルギー基質であるブドウ糖やアミノ酸、遊離脂肪酸などを運搬し、体細胞が常に一定のエネルギー基質を使えるようにしている（ただし、タンパクやアミノ酸がエネルギーとして使われるのは、原則として非常事態の時に限られる）。
健常なヒトの場合、安静時には血液100 ml中の血糖（ブドウ糖）は、おおよそ100 mgで安定している。これは主に、膵臓のα細胞から分泌されるグルカゴン、β細胞から分泌されるインスリンにより調節される。
食事により血糖が上昇すると、β細胞からインスリンが分泌され、血糖をグリコーゲンにして肝臓に貯蔵する。また、脂肪を脂肪組織に固定する。逆に血糖が低下すると、α細胞からグルカゴンが分泌され、グリコーゲンを分解してブドウ糖にし、また、脂肪を分解して遊離脂肪酸とする。

### 水分量平衡
生命活動は、身体内の化学反応により維持されていると言える。そして、それらの化学反応は、全て水溶液中で進行するため、身体内の水分量を保つ事は非常に重要である。血液は、身体内での相当量の水分を保持しているため、体細胞に水分を供給する重要な役割も持っている。
水分が不足すると、副腎皮質からアルドステロンが分泌される。また、激しい運動をすると、脳下垂体後葉から抗利尿ホルモン (ADH) も分泌される。
アルドステロンはナトリウムが尿中に排泄されるのを抑制し、結果として水分を身体にとどめる。発汗が多いと、アルドステロンの分泌はさらに促進される。また、抗利尿ホルモンは、その名の通り尿量を減少させる。

### 温度平衡
恒温動物であるか変温動物であるかに関わらず、動物の体組織・体細胞が機能するには、ある範囲の温度が必要である。
ヒトの場合、体温が摂氏34度以下、あるいは摂氏43度以上になると、脳細胞が働かなくなり意識が消失してしまう。つまり変動の許容範囲はわずかに 10 度くらいである。外部環境としては、寒中水泳や100度近いサウナまで耐えられる事を考えると、内部環境の温度変化の許容範囲はきわめて小さい。
血液は、全身を循環するので、身体各部分の熱を交換する。これにより、全身の体温をある程度一定に保つ事に寄与している。

## 血液の異常による症状
以上にも述べた通り、血液はホメオスタシスによりその成分・組成・温度などが一定に保たれているが、それらの定常性が乱れると、身体にさまざまな影響・病状が出る。

### pH変動による症状
滅多にない事だが、ヒトの場合、血液pHが7.0以下になると昏睡に陥り、7.7以上になると痙攣を起こし、いずれも心臓が停止してしまう。輸液や手術の際には、血液pHを常に監視し、pHの維持に努めなければならない。

### 糖尿病
インスリンの分泌量が絶対的または相対的に減少し、血液中の糖（グルコース）が瞬間的に高くなった際にすぐに下がらない疾患を糖尿病と言う。排泄する尿成分中に含まれる糖分が高まる事で疾患の存在は紀元前から知られていた。全身の慢性的代謝障害を引き起こす。

### 血液量の減少によるショック
血液、もしくは血液中の水分が大量に失われ、血圧が急激に下がるとショック状態に陥る。これを低血量性ショック（もしくは出血性ショック）と呼び、もっとも多く見られるショックである。また、外見上の出血量はさほどではなくても、外傷性ショックに陥る事がある。強い打撲により毛細血管から水分が漏出すると「腫れ」となる。「腫れ」が広い範囲で発生すれば、血管内、すなわち血液の水分量が減少して血圧が低下し、低血量性ショックとなる。広範囲熱傷の場合の熱傷性ショックや、ひどい下痢のために起こる脱水ショックも、低血量性ショックの1つである。なお、この症状の呼び名について、かつては「出血多量」の語が使われたが、1990年代頃から、報道をはじめとして「出血性ショック」と呼ばれるようになった。
医療現場では循環血液量減少性ショックと呼ばれており、外傷の他、水分不足、消化器の異常などで起きる。総循環血液量は人間の場合は総体重の約7%で、そのうち30%以上が失われると生死に関わるステージ3（30 - 40%）、ステージ4（40%以上）に分類される。このステージ分類で使われるパーセンテージは、テニス競技のポイント（0、15、30、40）と合致させると覚えやすい。死亡するまでの時間は、怪我の具合にもよるが、四肢の動脈が傷ついた場合で約1分で死亡率が50%になり、適切な止血を施せば90%の確率でショック死を回避できる

### 貧血
貧血は、血液の単位量あたりのヘモグロビン濃度が低下する状態が起こす疾患である。これはそのまま赤血球数の減少と読み替える事ができる。病理学的原因は、赤血球の生産力低下（鉄欠乏性貧血や再生不良性貧血など）、過剰な崩壊（溶血など）、失血の3つがあげられる。

### 血友病
血友病とは血液を凝固させる因子が少なくなる遺伝的疾患であり、血が固まりにくい事から様々な不都合が生じる。ささいな傷が筋肉や関節内部に血腫をつくり運動障害を起こしたり、歯科治療を困難にしたりする。本来の凝固因子欠乏は男性にしか起こらないが、本来は血友病に含まれない染色体劣性による凝固因子欠乏は男女ともに起こり得る。

### 白血病
白血病は血液中の白血球数が平常よりも増加する疾患であり、貧血・発熱・感染または血小板の減少などを引き起こす。根本要因は骨髄中の白血球をつくる細胞の暴走であり、その背景にある原因は不明ながらRNAウイルスへの感染や被曝などが推測されている。

### その他
特定の疾患を抱えている場合、血液とくに血漿の中に存在する物質や酵素などの存在率に変化が起こる場合がある。血液検査はこの特性を利用した診断法である。

## 血液と病原体
病原体が体内で広がるにも血液を経由するものもある。血液そのものを住みかとする例（マラリア原虫など）もある。また、血液は普通は体外に出ないはずだが、実際には吸血動物を通じて人から人への移動が可能である。このような感染経路を持つ伝染病は数多い。ヒトの場合にもペストやマラリアなど重要な伝染病が多い。このような感染経路をベクター感染という。それらの多くは衛生面の進歩によって先進国では姿を消しているが、そうでない国も多い。
それに代わって見られるようになったのが、医療的な処理（注射、輸血など）の際に血液の交流が起こって、それによって感染が起きる例で、これを血液感染と呼んでいる。

## 血液型
他人同士の血液を混合すると、赤血球が引っ付き合う凝集反応が起こり、やがて塊の中で赤血球が破壊され溶血することがある。これが体内で起こると、血管の閉塞や、ショックまたは悪心などの症状に繋がる。これは免疫反応（抗原抗体反応）の一種であり、凝集を起こさない血液のグループを血液型という。
よく知られた血液型には、ABO式血液型とRh式血液型がある。1901年にカール・ラントシュタイナーが発見したABO式血液型は、赤血球の膜にある抗原（凝集原）A,Bの2種と、血漿中に含まれる抗体（凝集素）α,βの2種が関係し、4つの血液型に分類される。メンデルの法則に従い、優性のA・Bと劣性のO3種の遺伝子が2つ組み合わさって遺伝すると、A型（AA,AO）、B型（BB,BO）、AB型、0型（OO）の4種類に分かれる。A型の血漿にはβ、B型にはα、O型にはα・βの抗体があり、AB型は両方とも含まれていない。このAとαまたはBとβが結びつくと凝集と溶血が起こる。
Rh血液型は、赤血球の膜にある抗原体のRh因子を原因に起こる凝集であり、同じものがアカゲザル (rhesus monkey) から見つかったため、この名がつけられた。ABO式血液型と異なり通常の場合抗体は血液中に無い。しかしRh陰性（Rh-）の人がRh陽性の輸血を受けたり、Rh-の女性がRh陽性（Rh+）の胎児を妊娠した場合、体内に抗Rh抗体が生じる。そしてまた輸血を受けたりRh+の子供を妊娠すると、抗体が反応して赤血球凝集反応を起こす場合がある。

## 栄養源としての血

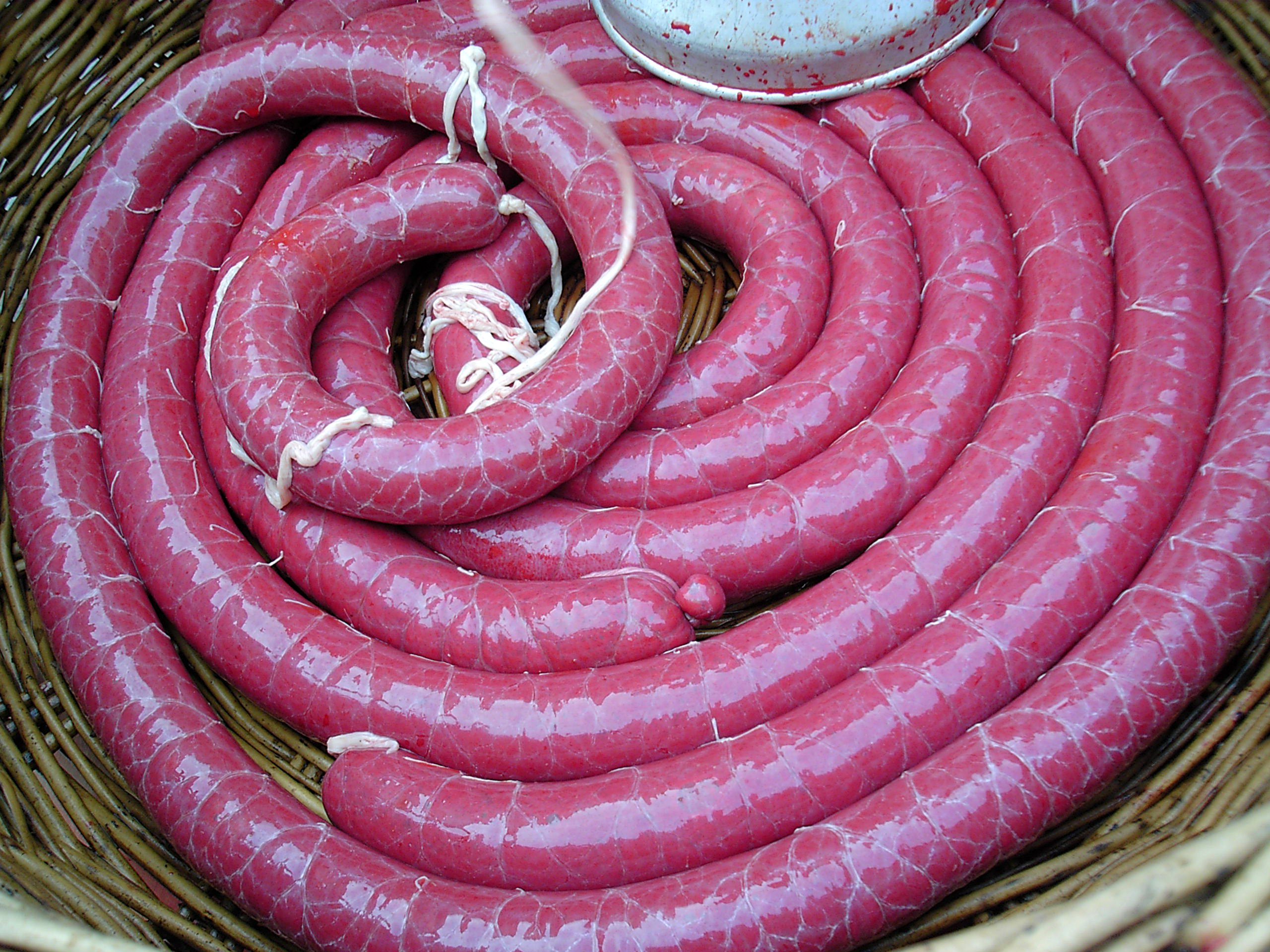
ブーダン（フランスのブラッドソーセージ）

血液は高栄養の液体であるため、これを食物とするのは不思議ではない。

### 人間
人間では、イヌイット（エスキモー）がアザラシなどを狩りで仕留めた時に、その血液を貴重な栄養源として（ビタミン源などとして）その場で飲む。西洋の料理ではブラッドソーセージや、血のプディングなどがある。中国や東南アジアではブタの血を固めて豆腐状にしたものをスープや麺料理の具などに用いる。朝鮮料理には、牛の血を入れた鍋料理「ヘジャンクク」や、米粉や野菜をブタの血と共に練り上げたものを詰めた腸詰「スンデ」がある。肉食の伝統が乏しい日本料理には家畜の血を利用した料理はほとんど存在しないが、古くから豚肉が主要な素材だった沖縄料理には、固めたブタの血を入れた野菜炒め「チーイリチー」（血の炒り付け）がある。
日本ではスッポンやニホンマムシの生き血を飲むことで精力がつくと信じる人がいる。モンゴルではザイダスという血のソーセージがある。また、伝統的生活を送るマサイ族にとって牛の血液は牛乳と共に重要な食糧であり、そのまま、あるいは牛乳に混ぜて飲む。日本では、1980年代の調査で年間1200-1300 tの牛と豚の血液が輸入されており、そのうち300-400tが食品用として使用されている。鉄分補給のサプリメントとして、血液を加工したヘム鉄などが販売されている。
フランス料理では、ジビエにおいて野鳥や野獣の血を、ヤツメウナギ料理においてはヤツメウナギの血を、風味付けのソースとして用いる事がある。
伝説・フィクション上では「吸血鬼」などの妖怪に、人の生き血を吸う伝承がある。

### 昆虫等

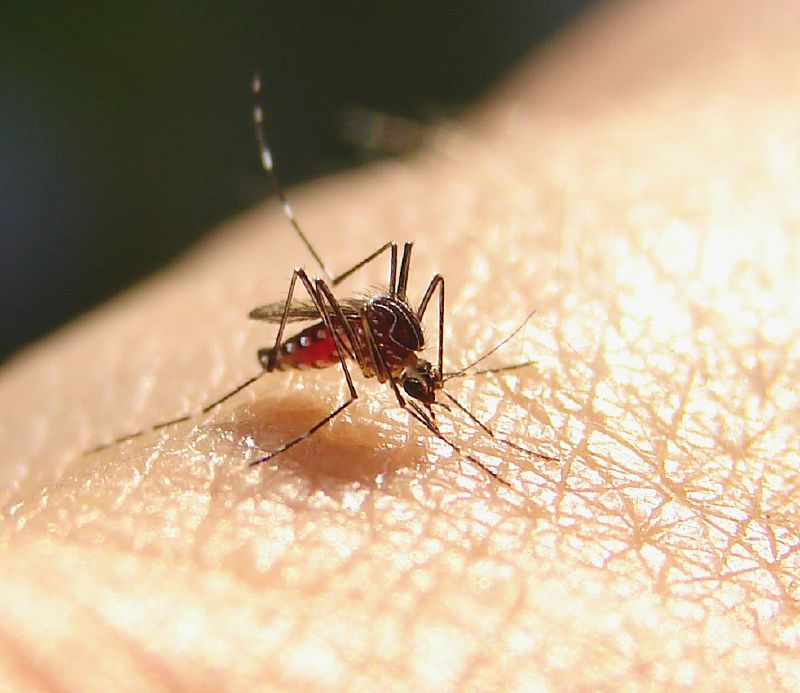
血を吸う蚊

まず小型の動物について見ると、蚊（カ）やアブ、あるいはノミやシラミなど多くの種類の昆虫が血を栄養源として利用する吸血性昆虫である。ダニやヒルも血を利用するものがある。吸血性の動物には、針状になった口を射しこんで血を吸うものが多い。その際に、痛みを与えるものもほとんど感じさせないものもあるが、多くのものでは、刺されたあとに傷口が腫れたりかゆくなったりといった反応を示す。これは、一つには血を吸う際に、血液の凝固を抑える化学物質を注入するためである。ヒルの場合、皮膚をかみ切るため、その傷口は長く血を流す。クモやタガメなども「生き血を吸う」と言われることがあるが、これらは体外消化した液体を吸い込んでいるので内容は大きく異なる。多くの大型ほ乳類は、吸血性昆虫に悩まされる。人も例外でなく、血を吸う生き物には嫌悪感が強いのもそれとは無関係でないかも知れない。「人の体毛が薄くなったのは吸血性昆虫を取りやすくするため」とする説を唱える人もいる。

### 動物
昆虫より大きな動物であれば昆虫や動物の血肉を食料とするため、血のみを食料とする例は少ない。ナミチスイコウモリ、ハシボソガラパゴスフィンチの亜種等に例がある程度である。

## 文化と血液
「血液」は、より基本的には「血」と言う。「血」は様々な文化で、親子関係、親族関係、遺伝に結び付けられて用いられている。例えば、「血統」「血脈」「血族」「血のつながり」や「血縁」といった表現で用いられている。
また、血液は負傷時に体外に流れ出るので、戦争や暴力の象徴、メタファーとして用いられる。例えば「血の日曜日」「血のバレンタイン」「無血革命」「血塗れの（ブラッディ）メアリー（メアリー1世）」などといった表現がある。「血の気が多い」「血気盛んな」といった表現は、気性が荒く乱暴な人物に対して用いられる。
演劇や映像作品では、実際に出血させるわけにはいかないので、血を模した血糊という小道具を用いる。

### 宗教

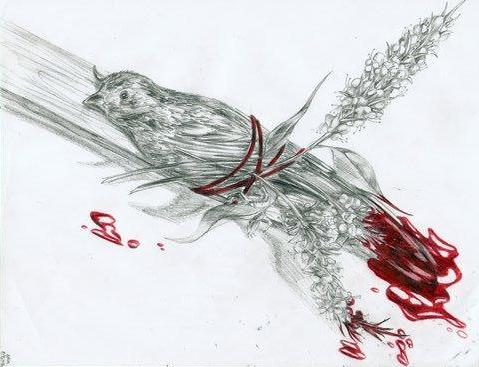
旧約聖書『レビ記』14章の記述を基に書かれたアスペルギルム（聖水を振りかける道具）の原型

血液を生命、あるいはそれを象徴するものとして扱う文化がある。ゲルマン人は、Blótsという生贄の儀式で、血液に特殊な力があると信じられ、家畜の血を神像や自分の体などに振り撒いた。
ユダヤ教
ユダヤ教では血液は生命であるとされ、食べることが禁じられている（レビ記）。そのため、動物を食べる際には屠殺の方法が厳格に規定されている。
レビ記1章「主への燔祭（生贄の捧げ方）の仕方」として、1:5に「彼は主の前でその子牛をほふり、アロンの子なる祭司たちは、その血を携えてきて、会見の幕屋の入口にある祭壇の周囲に、その血を注ぎかけなければならない。」と記述されるほか、子牛以外の生贄についても血液による清めの方法を記載されている。
キリスト教
福音書によると、イエス・キリストは最後の晩餐の席において、（その場に自分を裏切ろうとしている者がいることを指摘し）、パンとブドウ酒を手にとって、それらが、自分の体であり、多くの人のために流す契約の血である、と言った。(『マルコによる福音書』14章17節〜。)。キリスト教では、ユダヤ教より食物規定は緩く、ブラックプディングやブルート・ヴルストなど血液を用いた料理も食べられている。
キリスト教系のエホバの証人は、使徒言行録 15章28, 29 ("Keep abstaining...from blood."）の解釈を理由に輸血拒否する場合がある。信徒によっては、自分自身の血液や、主要な血液分画（赤血球、白血細胞、血小板、血漿）の中から受け入れられる要素を個人の決定で受け入れることができる。
イスラム教
イスラム教では、血を含む食品を食べるのはクルアーン食卓の章（5章3「あなたがたに禁じられたものは、死肉、血、豚肉、アッラー以外の名を唱え殺されたもの～」）の解釈で禁止されている。血は穢れと考えられ、血が出た場合の対処法も規定されている。動物を屠殺する際、血を完全に抜いてから食肉処理するなどの細かいハラールの規定がある。
他
アステカにおいては太陽の運行と血には密接な関連があると信じられており、太陽の正常な運行を守るために人間の心臓と血を生贄として捧げた。

### 食用
本ページ、「#栄養源としての血」を参照の事。

### 他の用途
- 血粉 - 家畜などを食肉処理した際に出た血液を乾燥させたもの。飼料や肥料とする。
- 義兄弟(blood brother) - 血縁関係のない人間同士で兄弟となること。英語圏では、自らの指・手・腕のいずれかに傷を付け互いの傷同士を重ね血を交換して義兄弟となる。別の場所では、血とワインを混ぜて、飲み干すという儀式を行う。このように血によって肉親としての関係性を築いた。
- 契約書 - 血判状や悪魔の契約書など、重要な契約を行う際に使われた。
- その他、研究用途

## 数値
血液重量が体重に占める割合は動物によって異なる。ヒトやイヌ7.7%、ネコ5.5%、ウサギ5.4%、ラット5.0%、ニワトリは10%になる。

### 主な脊椎動物の血液重量比
脊椎動物において、体重に占める血液の重量比率は動物の種によって大きく異なる。数値は、Bertelsmann 1979, Oppenheimer and Pincussen 1925, Prosser 1973から。
| 動物                 | 体重に対する 血液重量比率(%) | 変動幅     |
| -------------------- | ---------------------------- | ---------- |
| コウモリ             | 13.0                         |            |
| シロナガスクジラ     | 6.5                          |            |
| ネコ                 | 5.6                          |            |
| ウシ                 |                              | 5.2 - 5.7  |
| ニワトリ             | 7.0                          |            |
| ヨーロッパヒキガエル | 5.6                          | 4.7 - 6.3  |
| ワニ                 | 15.4                         |            |
| イヌ                 | 8.6                          | 2.3 - 8.7  |
| カモ                 | 10.2                         |            |
| ウナギ               | 2.9                          |            |
| オオヤマネ           | 5.8                          | 5.3 - 6.0  |
| ヤギ                 | 7.3                          |            |
| ヨーロッパヤマカガシ | 7.7                          |            |
| モルモット           | 7.5                          |            |
| ノウサギ             | 7.5                          | 6.4 - 8.1  |
| ハリネズミ           | 8.0                          |            |
| ウマ                 | 7.6                          |            |
| ヒト（男性）         |                              | 6.5 - 7.1  |
| ヒト（女性）         |                              | 7.1 - 7.8  |
| トカゲ               | 5.8                          | 4.7 - 7.0  |
| ハツカネズミ         | 5.8                          | 4.6 - 7.0  |
| ホライモリ           | 2.9                          |            |
| ブタ                 | 4.6                          | 2.3 - 8.7  |
| ラット               | 7.5                          |            |
| カワラバト           | 7.8                          |            |
| オンドリ             | 9.0                          |            |
| サンショウウオ       | 6.1                          | 5.5 - 6.8  |
| サケ                 | 2.8                          |            |
| ヤツメウナギ         | 4.9                          |            |
| サメ                 | 7.0                          |            |
| ヒツジ               | 8.1                          | 6.6 - 10.4 |
| アシナガトカゲ       | 5.2                          | 3.8 - 7.6  |
| カメ                 | 9.1                          |            |